# Lastreopsis manongarivensis
Lastreopsis manongarivensis är en träjonväxtart som beskrevs av Rakotondr. Lastreopsis manongarivensis ingår i släktet Lastreopsis och familjen Dryopteridaceae. Inga underarter finns listade.